# Alfred Hoche
Alfred Erich Hoche (n. 1 august 1865, Mockrehna - d. 16 mai 1943 la Baden-Baden) a fost un psihiatru german, cu anumite contribuții în domeniul clasificării maladiilor mentale.
A fost profesor de psihiatrie la Freiburg im Breisgau și director al clinicii de profil de acolo.
A fost un susținător al eugenismului și un adversar radical al psihanalizei.
În 1922 a publicat o carte, pe care a scris-o împreună cu juristul Karl Binding și intitulată: Die Freigabe der Vernichtung lebensunwerten Lebens ("Dreptul de a anihila o viață ce nu merită a fi trăită").
În această lucrare considera persoanele cu dizabilități ca fiind o povară pentru societate și deci ar trebui să fie eutanasiate.
Această idee a fost preluată de Alfred Ploetz, fondatorul conceptului nazist de igienă rasială, care ulterior avea să conducă la Acțiunea T4.
Deoarece era căsătorit cu o evreică, după ascensiunea nazismului, este nevoit să își părăsească postul de profesor.
1. 1 2  Alfred Erich Hoche, Base biographique
2. 1 2 3  Autoritatea BnF, accesat în 10 octombrie 2015
3. 1 2  Alfred Erich Hoche, Brockhaus Enzyklopädie, accesat în 9 octombrie 2017
4. ↑  CONOR.SI[*] Verificați valoarea |titlelink= (ajutor)
5. ↑  Czech National Authority Database, accesat în 30 august 2020